# عمر كروب
عمر كروب (بالإنجليزية: Umar Krupp)‏ ممثل ومنتج أفلام غاني. شارك في عدة أفلام مثل بيت الذهب سنة 2013.

## مسيرته
ولد في العاصمة الغانية أكرا.
في عام 2015، حصل على جائزة أفضل ممثل في جوائز السينما الأفريقية (PACA). 
تم ترشيح كروب كأفضل منتج أفريقي لجوائز نوليود (NELAS). في عام 2019، أخرج كروب فيلم (Ama) الذي تم عرضه بشكل مسرحي في يناير 2020. في عام 2018، مثل في فيلم باباني. حصل لاحقًا على أربع جوائز في جوائز الفيلم الذهبي بما في ذلك؛ جائزة (City People Entertainment).

## أعماله
| السنة | الفيلم              | الدور          | النوع | المرجع |
| ----- | ------------------- | -------------- | ----- | ------ |
| 2009  | قريب من الكمال      |                | فيلم  | [ 6 ]  |
| 2013  | بيت الذهب           | بيتر دان أنساه | فيلم  | [ 7 ]  |
| 2013  | رحلة إلى الجحيم     |                | فيلم  | [ 8 ]  |
| 2016  | Amakye and Dede     |                | فيلم  | [ 9 ]  |
| 2016  | قد تقتل العروس      |                | فيلم  |        |
| 2017  | باباني              |                | فيلم  | [ 10 ] |
| 2019  | أصل الحب            |                | فيلم  | [ 11 ] |
| 2020  | أنت فقط             |                | فيلم  | [ 12 ] |
| 2020  | القديسين في الجريمة |                | فيلم  | [ 13 ] |
| 2020  | عائشة               | لطيف           | فيلم  | [ 14 ] |

## روابط خارجية
- عمر كروب على موقع IMDb (الإنجليزية)